# Лусіану Хав'єр Кунья
Лусіану Хав'єр Кунья або просто Лусіану (порт.-браз. Luciano Xavier Cunha, нар. 27 лютого 1979, Іраті, штат Парана, Бразилія) — бразильський футболіст, нападник.

## Життєпис
На професіональному рівні дебютував у складі «Іраті» в Лізі Паранаенсе. У серпні 2003 року перейшов до івано-франківського «Спартака». Проте вже незабаром став гравцем «Алахуеленсе» з Коста-Рики. У 2004 році повернувся до складу івано-франківців. З 2006 по 2007 рік виступав у клубі «Дібба аль-Фуджайра». 8 березня 2007 року повернувся до Бразилії, де став гравцем «Гоянії». Наступний сезон провів у клубі «Пальмаш Футебол-і-Регаташ» у Лізі Токантіненше.